# Blepephaeus higaononi
Blepephaeus higaononi là một loài bọ cánh cứng trong họ Cerambycidae.